# سیارک ۱۸۸۰۰
سیارک ۱۸۸۰۰ (به انگلیسی: 18800 Terresadodge، نامگذاری:1999JL76) هجده هزار و هشتصدمین سیارک کشف شده‌است که در ۱۰ مه ۱۹۹۹ کشف شد.
قدر مطلق سیارک برابر ۱۸.۶ است.